# Stadion Stožice
Le Stadion Stožice est un stade de football situé dans le complexe Športni park Stožice à Ljubljana. 
Ce stade de 16 038 places accueille les matches à domicile du NK Olimpija Ljubljana.